# 布魯塞爾法語化

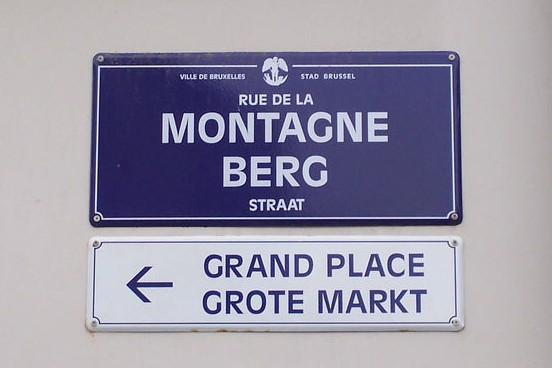
布魯塞爾法語和荷兰语並存的路名牌

布魯塞爾法語化 （法語：Francisation de Bruxelles）是指比利時首都布鲁塞尔（连同其城市圈）由僅使用荷蘭語單一語言，變成雙語城市，甚至多語城市，並以法語為通用語言的情況。整個進程的主要情況是本地的弗拉芒人，數代之內從荷兰语變成主要使用法語，而法語和其他國家的移民也是法語化的重要因素。
整個進程早在18世紀已經漸漸開始，但比利時獨立加速了整個變化，特別是布魯塞爾成為了新獨立比利時的首都。雖然布魯塞爾本來是個荷蘭語佔多數的城市，但新成立的比利時將法語列為唯一官方語言，無論在政府、法庭、文化和教育都突然佔了主導地位。荷蘭語更被視為「社會地位低下」的語言，連其使用者都備受歧視，因此法語成為了社會階梯爬升的必備工具。19世紀时情况出現了更大規模的變化，一大群本來講荷兰语的市民學會了法文，之后由於荷蘭文社會地位低落，很多都不能傳到下一代，布魯塞爾單講法語人口由此激增。20世紀中葉時，只講法語人口已經超越法荷雙語人口。
自從20世紀60年代語言分界定好後，布魯塞爾都會區19市鎮被列為官方的「雙語區」，而弗拉芒地方的經濟起飛，導致荷蘭文人士學習法文的意欲大減。但隨著20世紀下半葉開始，由於多數移民來自法語國家或更擅長法語，以及布魯塞爾開始成為國際政治中心之一，荷蘭語的地位持續下降。而布魯塞爾城區擴張，令郊區一些荷兰语社群轉用法語。這個問題，連同布魯塞爾的未來建制，一直是比利時政治最敏感議題。

## 歷史上法語化的進程

### 中世紀

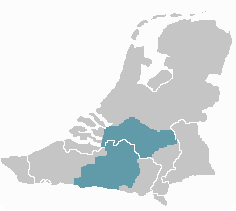
布拉班特方言，布魯塞爾原生的荷蘭語方言

在西元1100年前後，布魯塞爾伯爵領地成為了布拉班特公国的一部分，更和鲁汶、安特衛普、斯海爾托亨博斯並列為公國四大首都之一，並進入了神聖羅馬帝國範圍。然而也不是整個公國都是用荷蘭語，在布魯塞爾以南的尼韦勒附近，今日的瓦隆布拉班特省範圍就是法語通行的地方。
最初布魯塞爾和歐洲其他部分一樣，拉丁语才是官方語言，但在13世紀開始，布魯塞爾和布拉班特地方的人們開始使用方言，最終到16世紀開始，政府公文和法令逐漸開始以中古荷兰语書寫。 直至18世紀末，荷兰语一直是布魯塞爾附近布拉班特公國轄地的行政語言，而作為神聖羅馬帝國一部分的布魯塞爾，一直享用很多自由，包括地方政府選擇行政語言的自由。在布魯塞爾市政府的檔案中，幾乎找不到西元1500年前任何法文檔案。與此同時，臨近的布拉班特城市如布魯日、根特、科特赖克和伊珀尔，法文檔案數目達到30%-60%。可見當時法語入侵包括布魯塞爾在內的布拉班特荷兰语區的狀況，仍未發生。
而在布拉班特女公爵让娜去世後的1406年，公國成為勃艮第公國的一部分，而該區域也漸漸開始使用法文。1477年，勃艮第公爵大膽查理在南錫戰役中陣亡，沒有留下男嗣，其女兒瑪麗成為沒被法國兼併的「勃艮第遺產」的勃艮第公國的殘餘部分的繼承人。而瑪麗與奧地利的馬克西米連大公的婚姻使哈布斯堡王朝包括布魯塞爾在內，整個低地国家都成為哈布斯堡家族的領地，而布魯塞爾就成為勃艮第属尼德兰的首府。而在瑪麗1482年去世後，其子美男子肥力成為布拉班特公爵，而1506年，他成為了卡斯蒂利亚國王，開始了西屬尼德蘭的時期，布魯塞爾也進入西班牙統治範圍。

### 西班牙統治時期

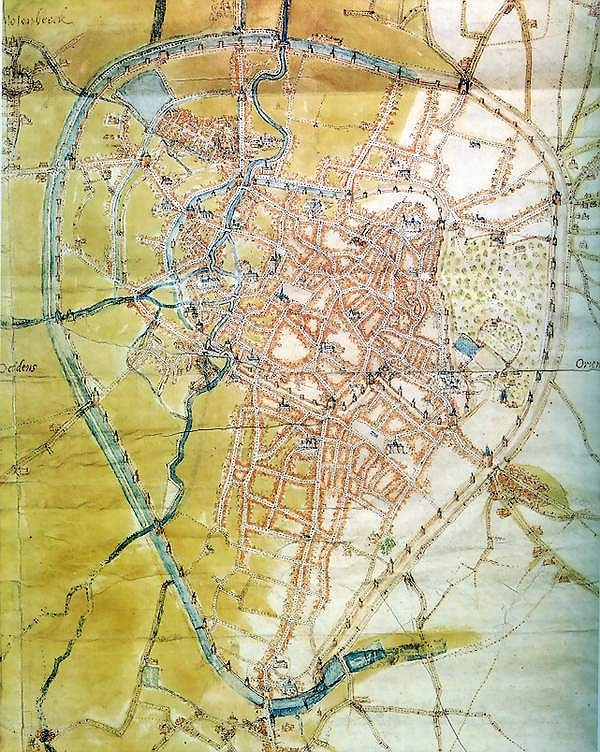
1555年的布魯塞爾地圖

1531年後布魯塞爾成為西屬尼德蘭的首府。而在八十年戰爭及其後的南北尼德蘭分治後，特別在安特衛普失陷給西班牙後，整個荷蘭經濟和文化重心北移，近15萬名知識分子和經濟精英，都順勢北移。布拉班特和弗拉芒地方成為了反對宗教改革的重鎮，當地的神職人員依然用拉丁文舉行彌撒。
而荷蘭文被視為宗教改革當中歸正宗/卡爾文派的語言，因此被視為反天主教的語言。為保正統，很多低地國家的神父甚至被送往法國北部，使用法語教學的杜埃大學受訓。但是，天主教會並沒有完全隔絕荷兰语，就如1638年的布魯塞爾，耶穌會的佈道，每週三次是荷兰语，兩次使用法語。而北面的荷蘭共和國規範了荷兰语的標準用法，南邊的荷兰语區則繼續使用自己的方言。而和17世紀歐洲其他地方一樣，法文逐步成為貴族和上流社會的交際用語。而當時西屬尼德蘭的中央管治用語主要是法文，還有比較少見的西班牙文。而使用法語的貴族定居在布魯塞爾的山區，引來附近說法語的瓦隆人，特別吸引不少尋找工作的人。這些移民，令布拉班特荷兰语混入了不少瓦隆語字彙，但布魯塞爾的瓦隆人口不足以顛覆使用荷兰语的多數人口。

### 奧地利統治時期
「烏得勒支和約」簽訂後，西班牙對南尼德蘭的統治結束，所有權力轉手給了奧地利哈布斯堡王室，布魯塞爾也進入了奧屬尼德蘭時期。

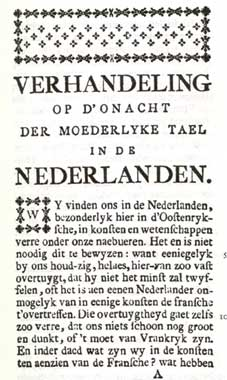
第一部提出弗拉芒地方語言問題的著作：扬·巴普蒂斯特·费洛伊 的「荷蘭母語被無視論」

而在18世紀，不滿荷兰语衰退的呼聲不斷，而且荷兰语逐漸淪為「街頭語言」。哈布斯堡王朝保守的壓抑政策，以其尼德蘭的分治，令本來在布拉班特的荷兰语中上層紛紛出走荷蘭共和國，而17世紀荷蘭黃金時代的結束和荷蘭共和國的衰落，荷兰语失去在政經文化的優勢，然而法語文化的力量持續在歐陸擴散，例如18世紀中葉，市内皇家鑄幣局劇院上演95%的戲劇都是法文。而在奧地利王位繼承戰爭當中的1745-1749年間。布魯塞爾更被法軍佔領。因此在1780年後，法語更成為弗拉芒資產階級的通行語，他們更被諷刺為「小法國人 (荷蘭語：Franskiljons)」。而講荷蘭語的低下階層就窮者更窮，在1784年，市内貧窮人口更達到15%。而與此同時，市内屬於少數的講法文人士，往往都相當富裕，而且佔據了社會上流的位置。
而布魯塞爾市内使用法文的平民，在1760年大概有5-10%，而到1780年則激增到15%.而根據檔案記錄，此時1/5的市鎮命令和官方文件以法文書寫，20年後更升到1/4，雖然近半的法文官方文件出自佔整體人口10%，法語資產階級的手筆。而在1760年，小商販和手工業者只有4%的檔案用法文，到1780年則有13%。然而在日常生活，荷兰语依然通行。而奧地利哈布斯堡王室在尼德蘭的工作語言是法文，但布魯塞爾的平民，很少可看到來自哈布斯堡朝廷的公文。

### 法國統治時期

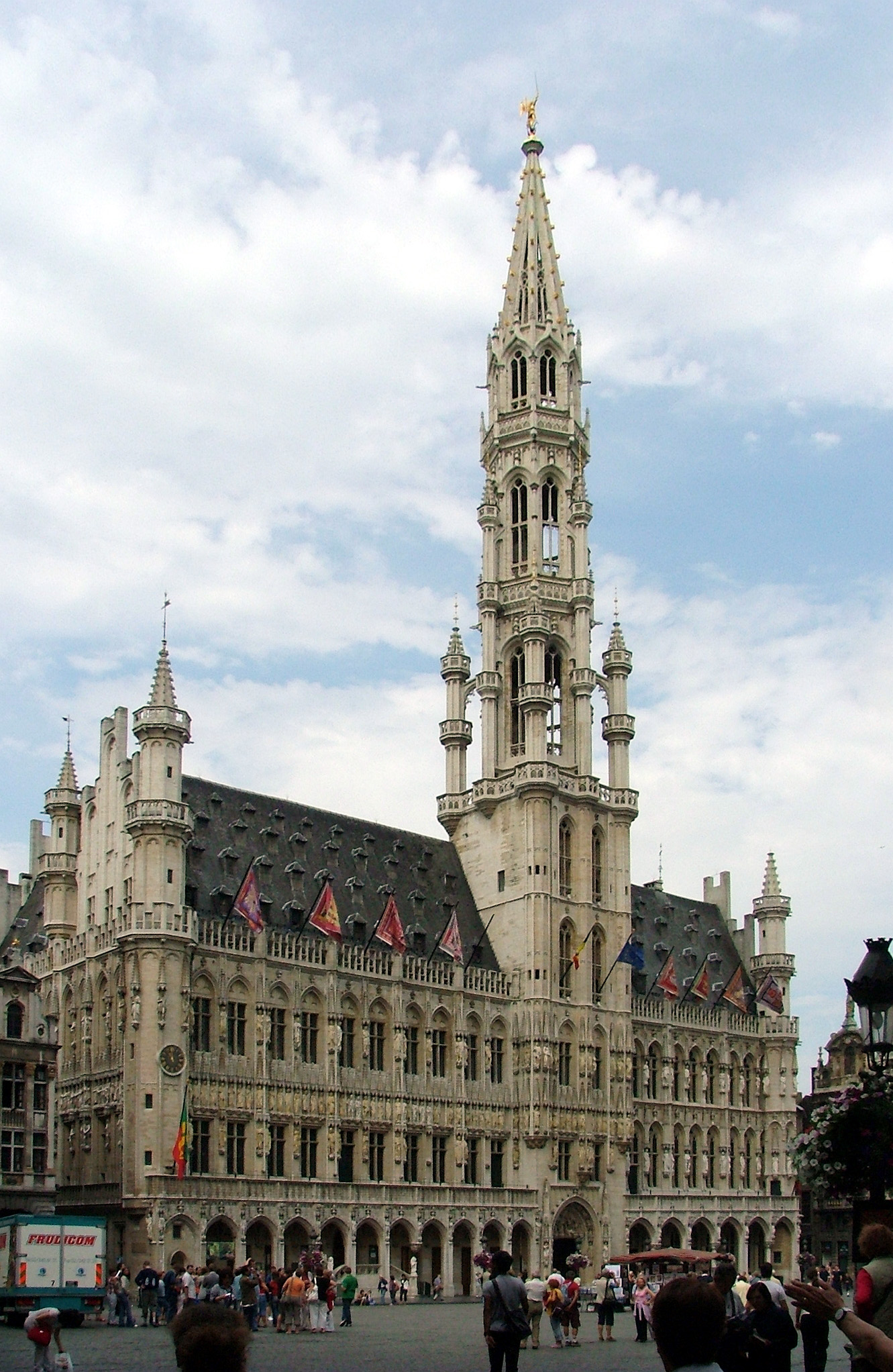
法國統治下，布魯塞爾市政廳禁止使用荷兰语。

在經歷法國大革命戰爭1794年的戰事後，低地國家被法蘭西第一共和國吞併，結束了哈布斯堡家族對布魯塞爾的管治。天主教勢力被法軍強力壓制，而法軍的鐵腕政策更癱瘓當地經濟，令約80萬人口逃離南尼德蘭，布魯塞爾人口更跌到得6萬6千人。而法蘭西共和國政府更在全國推行「一個國家、一種語言」的政策，獨尊法語成為公共生活、政經社會事務的唯一語言，法國占領軍更藉此，進一步廢除荷兰语作為布魯塞爾附近地方行政語言的地位，而1798年法國政府的大規模徵丁募兵政策，更在弗拉芒區惹來強烈反對，更導致「農民戰爭」。而農民戰爭更被視為現代弗拉芒运动的起點。自此到20世紀，荷兰语在比利時被視為貧窮和沒有教育水平的語言。因此在弗拉芒區，以及整個歐陸，貴族很快就以法語作為通用語言，法軍和完整的法語教育體系的進佔，更成為了弗拉芒中產階級法語化的基礎。
而在19世紀初，拿破崙政府的統計處的數據顯示，在整個布魯塞爾市以及魯汶等地，荷兰语依然是主要日常交際語言。但唯獨是布魯塞爾市内幾個特定區域，法語已經成為日常用語，而在尼維爾，瓦隆語依然是最流行的語言。而在布魯塞爾市中心區，法語已經成為了一些街市的主要通行語，而荷蘭語則是依然主導運河港口區。
而在法軍佔領南尼德蘭後，布魯塞爾市政廳隨即禁止使用荷兰语。法國為求統一，規定所有人都需要使用法語，但很快他們發現無法令本地人突然從一個很不同的語言，改用法語，因此法語化初時的影響局限在本地行政的高層，以及上流社會。而對低下階層影響有限，因為近 60% 是文盲。但對城市生活影響卻不少，例如法律、公告甚至街名，都要用法文書寫，所有官方文件僅在「有需要」時才需要翻譯成荷文。就連偏遠地方的商人都被告知，若法語不達一定程度，將無法繼續生意。所有法庭訴訟、判辭、以及法律文件都只會用法文書寫，除非現實情況不允許。因此官方文件以法文書寫的比率由19世紀初的60%躍升到1813年的 80%。不過在非官守階層而言，1804年的時候，上流社會的契約大約3/4依然以荷文書寫，顯示荷兰语在上流社會依然流行。

### 荷蘭統治時期

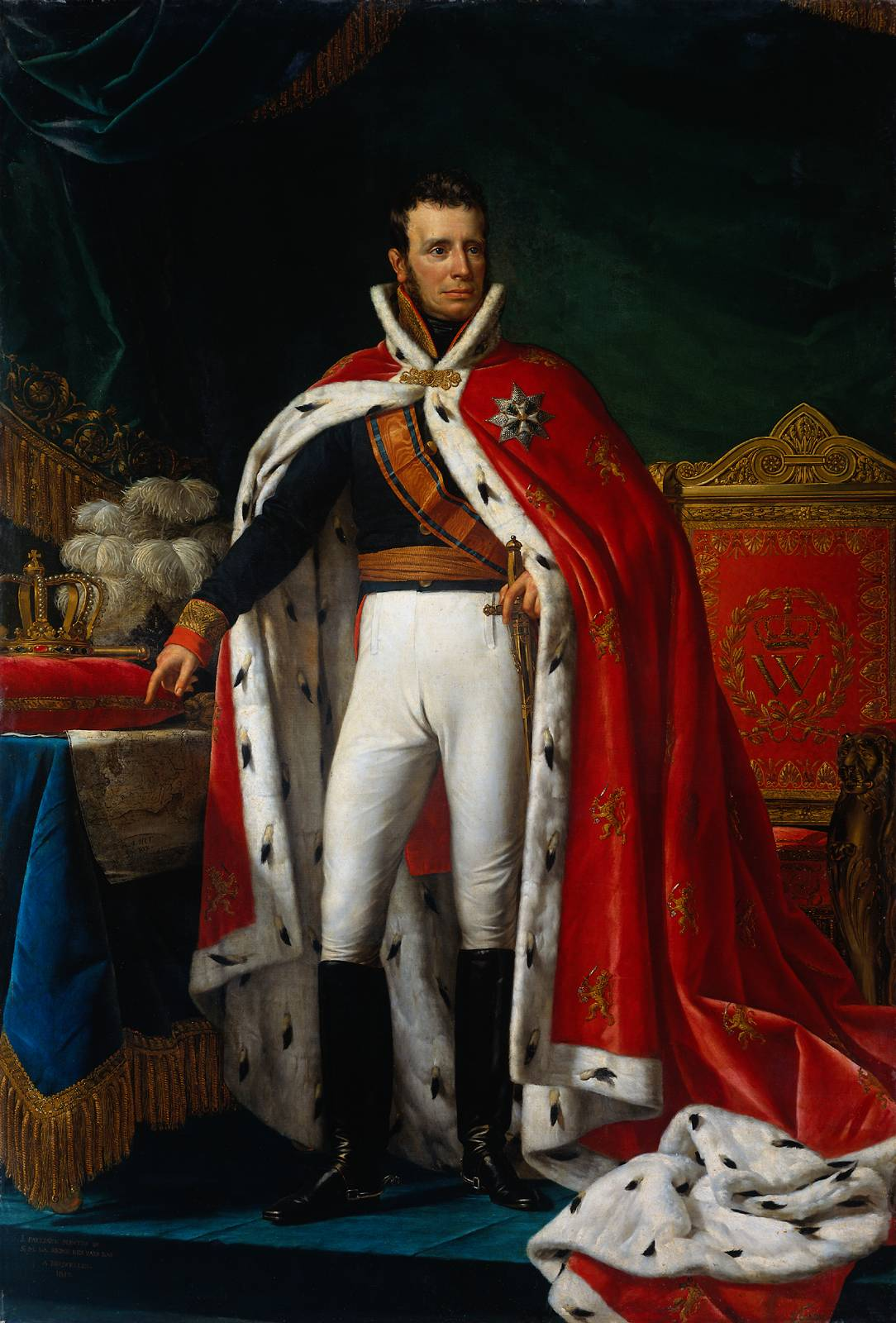
荷王威廉一世嘗試將荷兰语設定為尼德蘭聯合王國的唯一官方語言。

1815年拿破崙戰敗後，維也納會議創立了尼德蘭聯合王國，將荷蘭共和國和南尼德蘭合併。而在新王國確立後，在布魯塞爾地方商界的請願下，荷兰语再次成為布魯塞爾的官方語言。但決定已經無法動搖法語在弗拉芒地方的影響力，特別法語已經成為當地貴族的語言。布魯塞爾和海牙成為王國的兩個首都，而國會中的比利時議員往往只講法文。荷王威廉一世希望弗拉芒區能發展到北荷蘭省一樣的水準，因此在當地設立大量荷兰语學校網，以教化民眾。他同時將荷兰语設定為弗拉芒省份的唯一官方語言，而且在法語已經滲入的布拉班特和布魯塞爾施行。而瓦隆省份則繼續單以法文為官方語言。威廉一世期望荷兰语將成為全國唯一的語言，但惹來法語民眾和天主教會的反對。法語區人口則擔心他們參政的權利受影響，並擔心成為被新王國唾棄的分子。在這些團體的壓力下，1830年威廉一世被迫妥協，恢復在今日比利時地方的語言自由政策，終止了荷兰语在弗拉芒省份和布魯塞爾唯一官方語言地位。
這段時候的關鍵影響是，比利時弗拉芒人開始接觸北尼德蘭的標準荷兰语。而另一方面，天主教會視荷兰语為一個代表新教的威脅，而法語貴族則依然視荷兰语比法語低等的語言。這些觀點助長了比利時革命，導致法文為唯一官方語言的比利時王國的成立，這對布魯塞爾的法語化有關鍵作用。

### 比利時革命

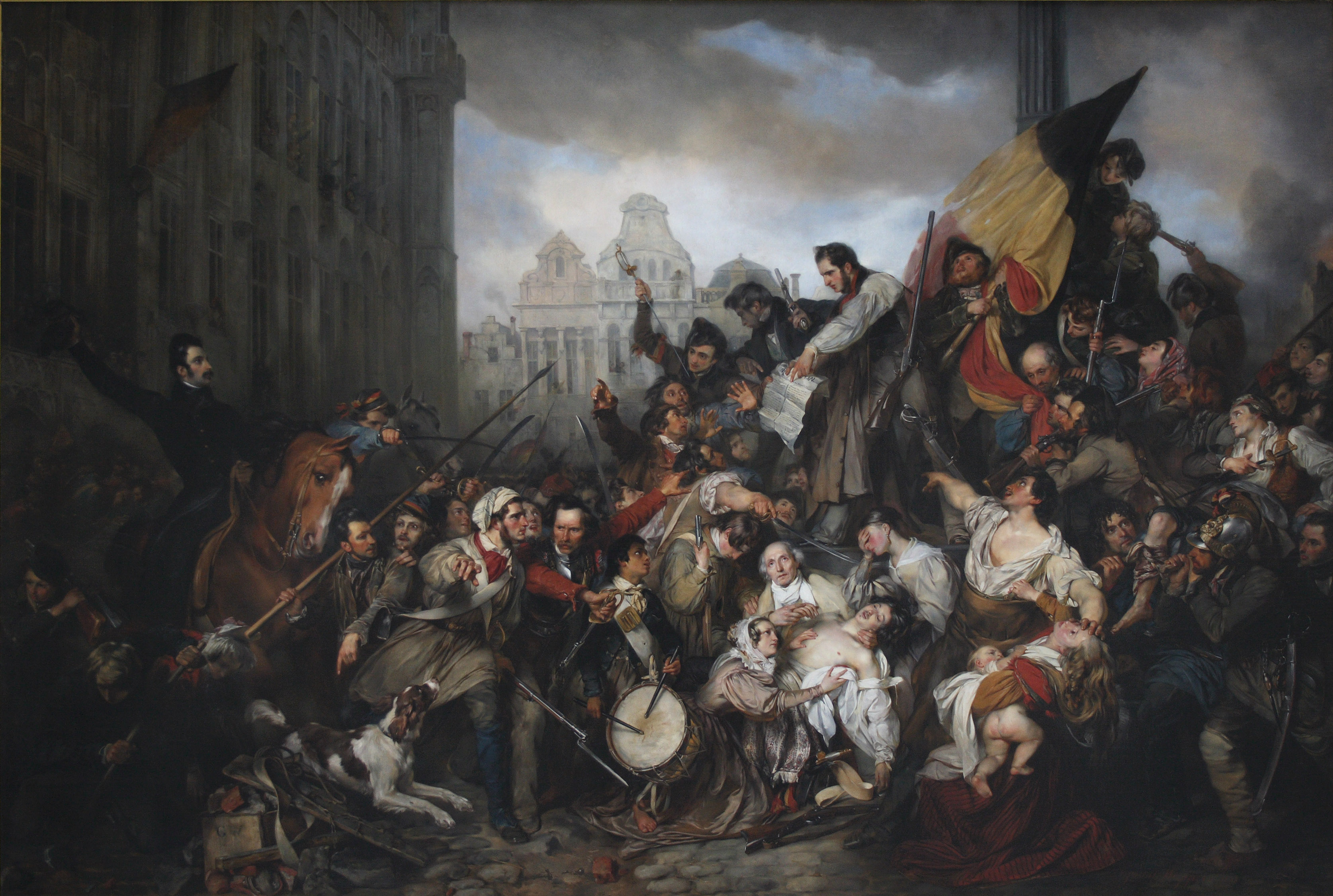
油畫：布魯塞爾市政廳前大廣場的比利時革命。

比利時革命後，布魯塞爾的資產階級使用愈來愈多法語，不少法國和瓦隆移民遷入城內，同時首次出現弗拉芒人大規模轉用法文。
而在比利時立國後，新的中央集權政府決定以法文為官方語言，縱使大部份人是講荷兰语的弗拉芒人。因此法文成為了法庭、政府、軍隊、媒體、文化和教育的語言，法文更成了社會地位的象徵。而相反荷兰语則成了社會「低下階層」的語言，是農民和窮苦工人的語言。因此，荷法語之間的語言邊界也在弗拉芒和瓦隆的地理邊界以外漸漸成型。法語也稱為了政經力量的象徵和爬升社會階梯的工具。法國詩人夏尔·波德莱尔在布魯塞爾短暫停留期間，就曾諷刺過當地資產階級的虛偽：
布魯塞爾人，並不是真的說法语。他們只是裝著讓弗拉芒語不上嘴，以顯示自己的品味。他們的弗拉芒語說得很好，你只會在他們對著僕人用弗拉芒語吠出命令的時候才會見識到。——Baudelaire, 1866
獨立初期，布魯塞爾依然是一個荷兰语為主的城市，大部份人使用布拉班特方言，大概只有15%的法語移民。但革命後第一任市長尼古拉-让·鲁普宣布法語成為唯一的行政語言。而政治勢力導致經濟精英改用法文。1846年，38%的市民聲稱自己使用法語，而在根特只有5%，安特衛普更得2%。很多說法語的其實是荷蘭裔的弗拉芒資產階級。而到1860年95%的弗拉芒人說荷蘭文，但他們在政經舞台上毫無勢力，法語經已成為致富和社會地位提升的必要條件。

## 教育的作用
布魯塞爾吸引了來自佛兰德（对应今弗拉芒大區）的大量因為經濟不景和饑荒而出走的移民。本地的荷蘭語人口則比較歧視這些外來的貧苦鄉村荷蘭語移民。為了彰顯自己的優越地位，以及和外來移民劃分界線，布魯塞爾的荷蘭語人口開始決定在日常生活中使用“更尊貴”的法語。
在兩三代之後，新移民本身也開始說法語了。一個典型的布魯塞爾家庭可能是由說荷蘭語的祖父母、說法語—荷蘭語雙語的雙親以及說法語的小孩所組成。教育體系中，唯法語獨尊的現象亦大大地改變了本地的語言生態。很多學校都會忽略荷蘭語教學。自1842年開始，布魯塞爾的男子學校在前四年的教學大綱中移除了荷蘭語課，不過更高年級還是有可能有荷蘭語課。而在女子學校和天主教學校中，荷蘭語就更加被忽視了，而值得一提的是，荷蘭語依舊是很多這些學生的母語。
不過隨著在1881年，夏尔·比尔斯（Charles Buls）被任命為布魯塞爾市長之後，荷蘭語小學在1883年起又重新開放。在這些小學中，前兩年的課程是以荷蘭語作為教學媒介，之後學生就會被轉到法語班。比尔斯的提案一開始幾乎沒有受到到當地委員會的支持，不過之後委員會又表示支持，原因是他們認為如果學生的荷蘭語水平達到一定水準，對其法語學習大有裨益。法語在教育中的獨尊地位基本上沒有受到任何衝擊，因為多數學校的高年級課程依舊是以法語為教學媒介。由於法語在比利時官方的地位，以及對比尔斯教育方針的誤解很多弗拉芒家長依舊把小孩送往法語學校。當時比利時的比較流行「一家之主」的觀念，因此父母有權力把子女送往任何他們想要的學校，而這個過程中往往甚少考慮子女本身的母語。由於多數小學生都被送去法語學校接受教育而非荷蘭語學校，因此在第一次世界大戰后，在布魯塞爾市中心甚至已經沒有任何荷蘭語學校了。雖然其時法語人口只占布魯塞爾人口的三分之一，但在布鲁塞尔城周围的13個市鎮中，一共有441個荷蘭語班級，對應1592個法語班級。
這種“雙語”教育的體制所造成的現象，就是很多小孩再亦無法從他們的父母繼承荷蘭語。很多弗拉芒家庭開始越來越多地在家中講法語但是在佛兰德，教育并沒有帶來太大的法語化效應，因為多數學校依舊使用荷蘭語作為教學媒介。

## 法語人口的遷入
19世紀，很多來自法國的政治難民開始進入布魯塞爾尋求庇護。1815年，第一波政治難民有雅各賓派和波拿巴派人士。1848年迎來了第二波難民——法國共和主義者和保皇黨。第三波則是在法國1851年政變後來到布魯塞爾，而第四波則是在法普戰爭之後湧入除了法國，比利時也接收了很多來自歐洲其他國家的難民，例如意大利、波蘭、德國和俄羅斯。這些難民在抵達布魯塞爾後都傾向說法語而非荷蘭語，這進一步加劇了布魯塞爾的法語化。
作為新王國的首都，布魯塞爾在當時也吸引了很多瓦隆尼亚（对应今瓦隆大区）的移民。不同於同期遷入的弗拉芒底層階級人民，這些來自瓦隆尼亚的移民主要是屬於中產階級。雖然很多屬於下層階級的瓦隆人也移民到布魯塞爾，不過這依舊不改法語作為知識分子和精英階層語言的地位。
另外值得一提的是，布魯塞爾也接受了很多來弗拉芒省份，講法語的資產階級家庭。
在1830年到1875年期間，布魯塞爾城的人口從10萬人大致增長到18萬人，城市圈的人口甚至飆升到75萬人。

## 布魯塞爾早期的弗拉芒運動

弗拉芒运动旗幟

和布魯塞爾不一樣的是，其時弗拉芒省份的居民認為，法語在比利時的日漸通行代表的更是一種壓迫而不是社會進步。在比利時獨立的初期，政府對荷蘭語和荷蘭文化的忽視引致了弗拉芒省份的不滿。1856年，比利時政府成立了“苦情調查委員會”來研究弗拉芒省份居民的不滿。該委員會成立的初衷是想逐步將比利時的行政，軍隊，教育和司法系統雙語化，但是卻被當時的政客忽視。同時，亦有另外一群人士也開始關注荷蘭語被邊緣化的問題。1858年，在比利時圣约斯特滕诺德成立了一個叫“Vlamingen Vooruit” （前進，弗拉芒人！）的組織，會員有布魯塞爾市長夏尔·比尔斯，以及于克勒市長莱昂·范德金德勒（Léon Vanderkindere）。
諷刺的是，1880年比利時57%的人口都說荷蘭語，但是荷蘭語小學在1883年都一直處於被禁止的狀態。1884年起，各市政府開始允許出生、死亡和結婚證用荷蘭語書寫。但是，儘管政策放鬆，當時亦僅有10%的人口會用荷蘭語登記自己的民事狀況，因為彼時的社會風氣認為該類事宜應該使用法語才足夠正式。
直至19世紀末期，弗拉芒運動才獲取了足夠多的社會動員去要求政府在全國實行更多雙語化政策。不過荷蘭語社運人士的提議很多時候都被法語社群否決，因為他們擔心這會導致瓦隆尼亚（即法語區）被荷蘭語化，最終使得當地居民需要學習荷蘭語才能任職政府工作。荷蘭語社運人士於是改變他們的策略，轉而要求佛蘭德大區徹底單語化，把法語排除在外，但是問題在於，布魯塞爾在地理上仍舊屬於佛兰德。弗拉芒人士希望在佛兰德內限制法語的使用，不論當地的官方語言是否已是法語。1873年，比利時首都地區的圣扬斯-莫伦贝克，一位弗拉芒勞工约瑟夫·斯胡普（Jozef Schoep）因拒絕為自己的兒子用法語登記其出生證，而被罰款50法郎。當時他的案例引起了極大的社會輿論，之後比利時政府通過了1873年的語言立法，開始允許弗拉芒地區的法院使用荷蘭語作為庭審語言。1889年，政府再度重申荷蘭語庭審語言地位，不過主要還是用於口頭證詞。
但就總體而言，弗拉芒运动并沒有像預期那樣，在布魯塞爾獲得大眾支持。每一次試圖支持荷蘭語並且限制法語的使用，都被視為是一種阻礙社會階級流動的行為，而非像其他弗拉芒地區城市那樣，更多被認為是一種保護荷蘭語的行動。在一些弗拉芒城市，例如根特，當地的荷蘭語人口受制於上層階級的法語人口，這就使得語言運動帶有階級鬥爭的成分，從而有利於荷蘭語獲得更多社會支持。但是在布魯塞爾情況卻不一樣，因為當地的勞工階層很大一部分本身就是法語人口。語言使用上的不均衡，加上龐大的操法語勞工階層，使得布魯塞爾的階級鬥爭極少有語言訴求。以上因素再加上當地的教育體制，更加使布魯塞爾大批人口法語化。

## 早期的語言法規

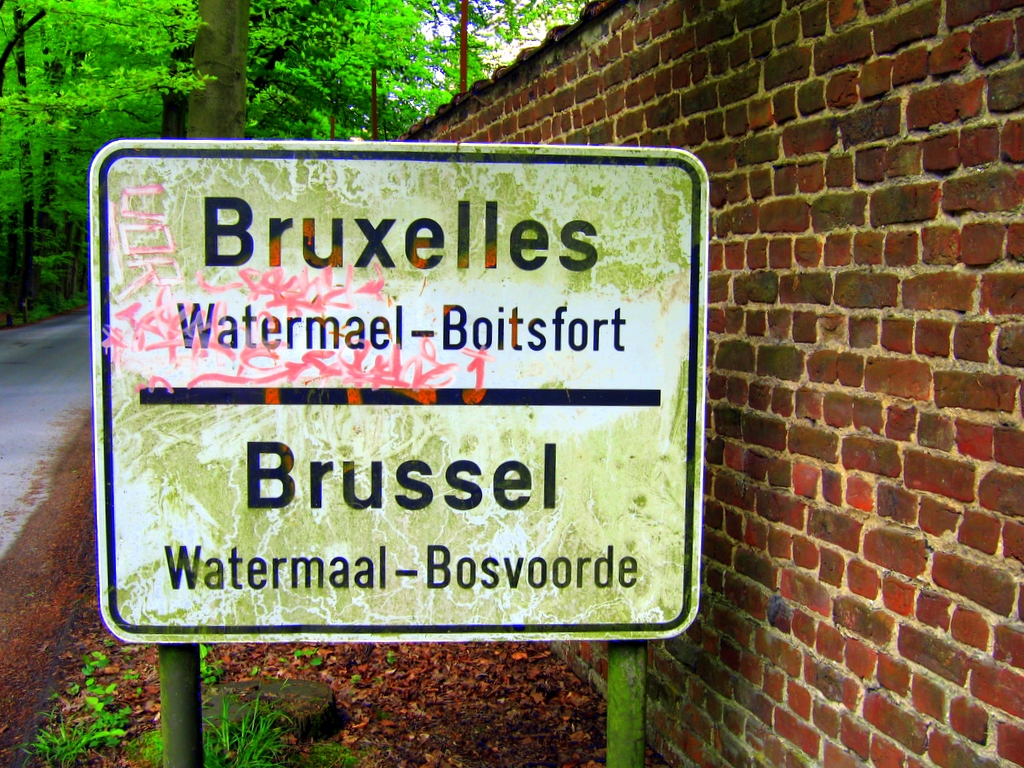
法語和荷蘭語皆為布鲁塞尔首都大区的官方語言

19世紀70年代之前，比利時多數城市的行政語言都是法語。但是隨著1878年比利時政府通過的另外一條法律，情況開始逐漸有所改變。首先北部省份例如林堡省、安特衛普省、东佛兰德省和西佛兰德省，所有的公共通訊語言都轉為荷蘭語，或者至少是法語—荷蘭語雙語。至於在布魯塞爾，法律規定居民可以要求政府文件用荷蘭語書寫。然而，直至1900年，多數位於佛兰德的大城市，語言社群邊界附近的城市，以及布魯塞爾都會區，法語還是首選的行政語言。
1921年，屬地原則為政府所採納，使得比利時的社群邊界開始成型。北部的弗拉芒人希望該邊界的形成能夠限制法語人口湧入佛兰德。比利時開始被被荷蘭語和法語社群撕裂：北部的弗拉芒荷蘭語單語社群，南部的法語單語社群，以及布魯塞爾都會區的雙語社群，雖然當時在首都，大部分居民的母語還是荷蘭語。在布魯塞爾雙語社群中，居民可以要求政府使用荷法任一語言。

## 語言普查
1932年的語言立法鞏固了1921年的立法成果。荷蘭語被列為中央政府和布魯塞爾都會區的官方語言之一，之後北部的弗拉芒省份都將荷蘭語列為唯一官方語言。1932法律還規定，首都都會區附近的市鎮，若少數語言族群的比例超過30%，則政府必須提供雙語服務；而如果某一語言族群比例超過50%，則市政府需改變其優先語言/官方語言。語言社群邊界的變化需由每10年一度的人口普查決定。值得一提的是，法蘭德斯地區的普查結果，其有效性經常遭到質疑。1932年，扎芬特姆市是比利時歷史上第一個從首都雙語區退出，而加入到荷蘭語社群的城市，因為當地的法語人口跌破30%。布魯塞爾的法語社群對此反應激烈，當中不少人士組成了“反對弗拉芒化聯盟” （Ligue contre la flamandisation de Bruxelles），該組織宗旨是動員社會力量對抗所謂的“弗拉芒暴政”。在法語被列為汉斯霍伦和圣阿哈塔-贝尔赫姆的官方語言之前，該組織曾反對伊克塞勒被雙語化（要求排除荷蘭語，純法語化）。除此之外，該組織還強力捍衛比利時社會當時“一家之主原則”，該原則是布魯塞爾法語化的一大因素之一。

### 市區內的變化

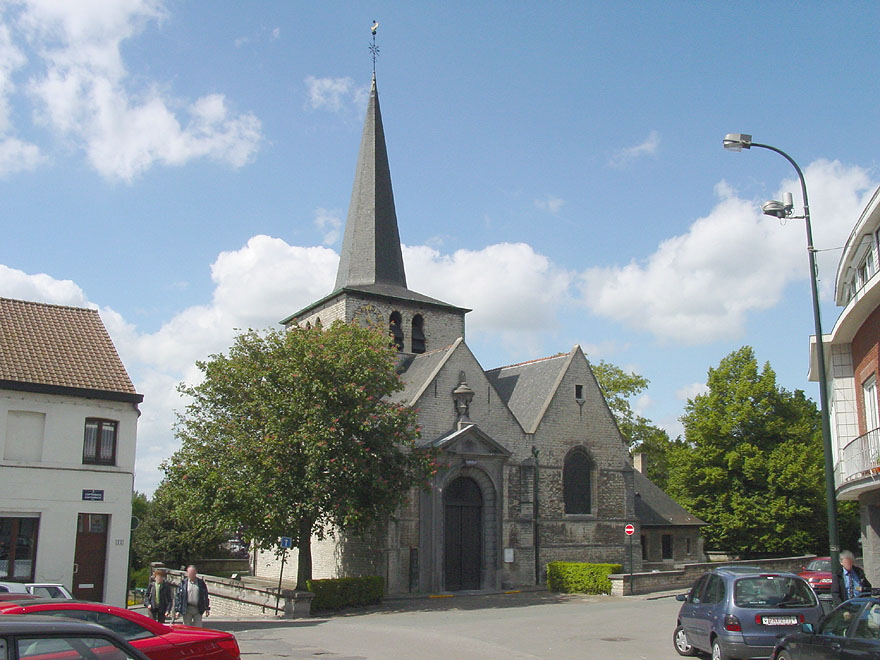
哈伦，歷史上是弗拉芒布拉班特省的一個荷蘭語小鎮，後來併入了布魯塞爾雙語區

隨著布魯塞爾都會區（大布魯塞爾）的人口快速增長，布鲁塞尔城（小布魯塞爾）的人口卻反而急劇衰減。1910年，小布魯塞爾人口為18萬零五千人，1925年則降為14萬零兩千人。人口的衰退有多方面的原因。第一，塞讷河的污染迫使許多居民離開市區。第二，1832年到1848年市區爆發霍亂，使得市政府開展了規模浩大的塞讷河填充行动。第三，物價和租金的上升令很多居民無法承受而選擇離開，尤其是30%的專利稅，比當時的周邊市鎮都要高，致使經濟發展停頓以及物價飛漲。過高的專利稅在1860年終於被廢止，轉而保持國家平均水準，但是已經為時已晚。最後，周邊市鎮蓬勃發展的工業化吸引 了市區的大量勞工。這些社會因素的變化加快了都會區的法語化（因為更多法語人口遷入附近市鎮）。1920年，三個本來是荷蘭語人口占優勢的首都圈周邊市鎮都因此而併入了首都雙語區。
根據1848年的語言人口普查，布魯塞爾的居民61%為荷蘭語族群，餘下39%則為法語族群。1866年的人口普查結果允許居民以“兩種語言”回覆政府書信，但是卻沒有說明，首都政府是否“能夠使用這兩種語言”，同時也沒有明確說明若兩種語言都不是居民母語的情況下的做法。無論如何，根據當時的數據，39%的書信以荷蘭語作答，20%為法語，39%“兩種語言都有”。1900年，法語單語人口開始超過荷蘭語單語人口，雖然這可能是由於大部分荷蘭語單語人口轉而成為雙語使用者。1880年至1890年期間，雙語使用者的比例從30%上升至50%，而荷蘭語單語人口則從1880年的36%下降至1910年的17%。雖然“雙語”這一詞很有可能被市政府誤用/濫用來彰顯法語人口的數量。但是十分明顯的是，法語都已經融入了荷蘭語族群的私人和公共生活當中。

### 近郊都會區的擴張
除了布魯塞爾外，附近的市鎮如伊克塞勒、圣希利斯、埃特贝克、福雷、瓦特马尔-博斯福德、圣约斯特滕诺德在接下來的一個世紀中，都大規模地開始轉用法語。首先在伊克塞勒，荷蘭語單語人口在1846年到1947年間從54%下降到3%，同一時間段內，法語單語人口則從45%上升到60%。1846年，圣希利斯的居民83%都是荷蘭語人口，但是一個世紀後，半數居民只講法語，另外39%則變為雙語人口。同樣地，埃特貝克從一個有97%荷蘭語人口的小鄉村，變成了一個半數居民只說法語的城鎮。同樣的現象也發生在福雷和瓦特马尔-博斯福德，這兩地由純粹的荷蘭語地區變為一半純法語，一半雙語的地區，純荷蘭語人口衰減到只有6%。在圣约斯特，1846年時候荷蘭語和法語還是對半，但是1947年卻僅剩6%的荷蘭語單語人口，餘下的40%多都并入雙語使用者的陣營。

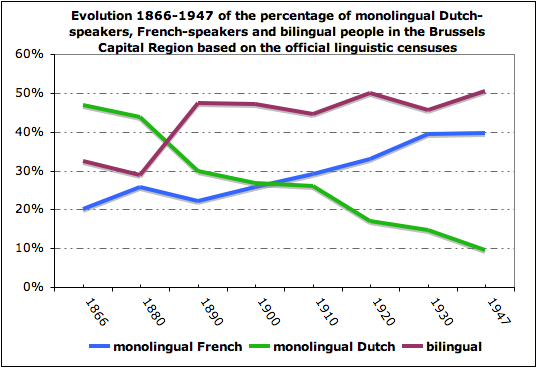
圖表顯示1866年到1947年間，布魯塞爾都會區的語言人口普查結果。其中藍線為法語單語人口，青線為荷蘭語單語人口，紫線為雙語人口。

1921年，布魯塞爾都會區進一步擴張，拉肯、哈伦和下-上亨贝克被完全併入小布魯塞爾中，與此同時，在1947年人口普查後，圣阿哈塔-贝尔赫姆則被法律要求併入布魯塞爾雙語首都大區中。同期被併入的還有埃弗勒、汉斯霍伦和圣彼得斯-沃吕沃，但在弗拉芒社群的壓力下，併入計劃被推遲到1954年才完成。這是布魯塞爾雙語區的最近一次擴張，使得雙語都會區下的市鎮增加到19個。而附近在弗拉芒布拉班特省（荷蘭語社群）中的克拉伊内姆、林克贝克、德罗亨博斯和韦默尔，則由於擁有多於30%的法語人口，而規定必須設立多語設施，不過這些設施大多被安置在荷蘭語區域內。
| 年份 | 荷蘭語 | 法語  |
| ---- | ------ | ----- |
| 1910 | 49.1%  | 49.3% |
| 1920 | 39.2%  | 60.5% |
| 1930 | 34.7%  | 64.7% |
| 1947 | 25.5%  | 74.2% |

1947年布魯塞爾都會區的人口普查結果顯示，法語已經變成了該地最多人使用的語言。其中45%宣稱自己為雙語人口，38%宣稱自己為法語單語人口，而荷蘭語單語人口只有9%。雙語人口中，大部分都是來自弗拉芒族群，這部分人口都被官方定義為雙語人口而不是荷蘭語人口。

## 確立語言邊界

比利時的語言區域劃分：布魯塞爾成為了弗拉芒社群中的一塊雙語飛地
弗拉芒社群
法語社群
德语社群

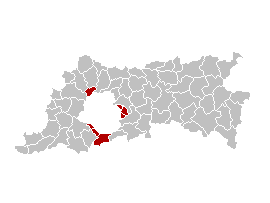
弗拉芒布拉班特省地圖，顯示布魯塞爾周邊6個语言便利市镇

由於弗拉芒人集體杯葛1960年的人口普查，以及在首都兩場聲勢浩大的弗拉芒人示威，比利時的語言邊界在1962年完全確立，並且政府還廢止了剛剛實行的人口普查。數個市鎮轉變了自己的語言，例如富伦划至荷兰语區省份（从列日省划至林堡省），而穆斯克龙和科米讷-瓦尔讷通則被歸入法语區省份（从西佛兰德省划至埃諾省）。而位於荷蘭語社群的韦曾贝克-奥珀姆和圣海内叙斯-罗德儘管根據1947年的人口普查，法語人口并沒有超過30%，但是該兩市依然建立了針對法語居民的多語設施。布魯塞爾都會區固定在19個市不變，成為了荷蘭語社群中的一塊雙語飛地。
很多法語居民不滿於布魯塞爾雙語區只是固定在原先的19個市，認為這與事實不符，因為語言邊界是依照1947年的人口普查而定而非最新的1960年人口普查。法語社群宣稱若果根據1960年的人口普查，在阿尔森贝赫、贝尔瑟尔、圣彼得斯-莱乌、迪尔贝克、斯特龙贝克-贝弗、斯泰勒贝克和圣斯泰芬斯-沃吕沃等地，其法語人口應該已經超過30%，因此應該為該部分少數族群提供語言便利，然而現實卻是上述地方依舊維持為單語城市。兩大族群間產生了政治分歧，法語居民認為享受多語設施服務是其基本權利，但是弗拉芒人卻認為多語設施只是一種暫時的過度措施，最終目標還是需要法語居民融入弗拉芒社會。
語言社群的正式確立對教育帶來極大的影響，因為父母再亦不能依照“一家之主”的原則，根據自己的意願把自己的小孩送往自己希望的學校。因此，弗拉芒社群的學童只能去荷蘭語學校就讀，而法語社群的學童也同樣需要遵從社群的安排。一些立場較激進的法語人士，例如法語民主陣線對此表達反對，他們因為應該恢復教育選擇自由。

## 法語民主陣線的批評
1964年比利時確定語言社群邊界後，作為回應，法語民主陣線亦在同年建立。該黨派的訴求主要有：1.反對布魯塞爾雙語都會區只限定在原先的19市；2.要求政府恢復學校選擇自由；3.政府允許布魯塞爾都會區自由擴張，甚至可以侵入弗拉芒社群。法語民主陣線承認布魯塞爾的政府機構可以為雙語，但是不一定要求每一個公務員都必須是雙語者。法民陣獲得了可觀的選民支持，並且在上個世紀60、70年代贏得過選舉。
法民陣反對政府機構為每個社群設立固打制，認為這有違民主原則。例如在布鲁塞尔首都大区议会中，有一部分議席是保留給荷蘭語議員的。但是很多法語議員通過宣稱自己是荷蘭語人士而曲線進入議會，使得三分之一的荷蘭語議員議席實際上由這些“假弗拉芒人”所把持。
1976年，比利時開展了一波城市整合運動，一些法語市鎮并入了更大的荷蘭語城市，從而成為弗拉芒社群的一部分，這直接減少了法語市鎮。泽利克并入阿瑟、圣斯泰芬斯-沃吕沃和斯泰勒贝克并入扎芬特姆、斯特龙贝克-贝弗并入赫林贝亨，同時，數個擁有大量荷蘭語人口的城市也建立了起來，例如圣彼得斯-莱乌、迪尔贝克、贝尔瑟尔和泰尔菲伦。法語民主陣線認為這絕非是巧合結果，城市整合的目的就是加強荷蘭語社群的影響力。

## 重新評估荷兰语
隨著比利時全國的語言矛盾發酵，社會開始重視荷蘭語。諸多社會因素例如佛兰德認定荷蘭語為唯一官方語言，荷蘭語教育系統的完善，佛兰德經濟的蓬勃發展，以及標準荷蘭語的普及等，都構成了荷蘭語地位上升的原因。弗拉芒社群認為如果希望荷蘭語能夠在布魯塞爾獲得一席之位，首先就需要從荷蘭語教育做起。

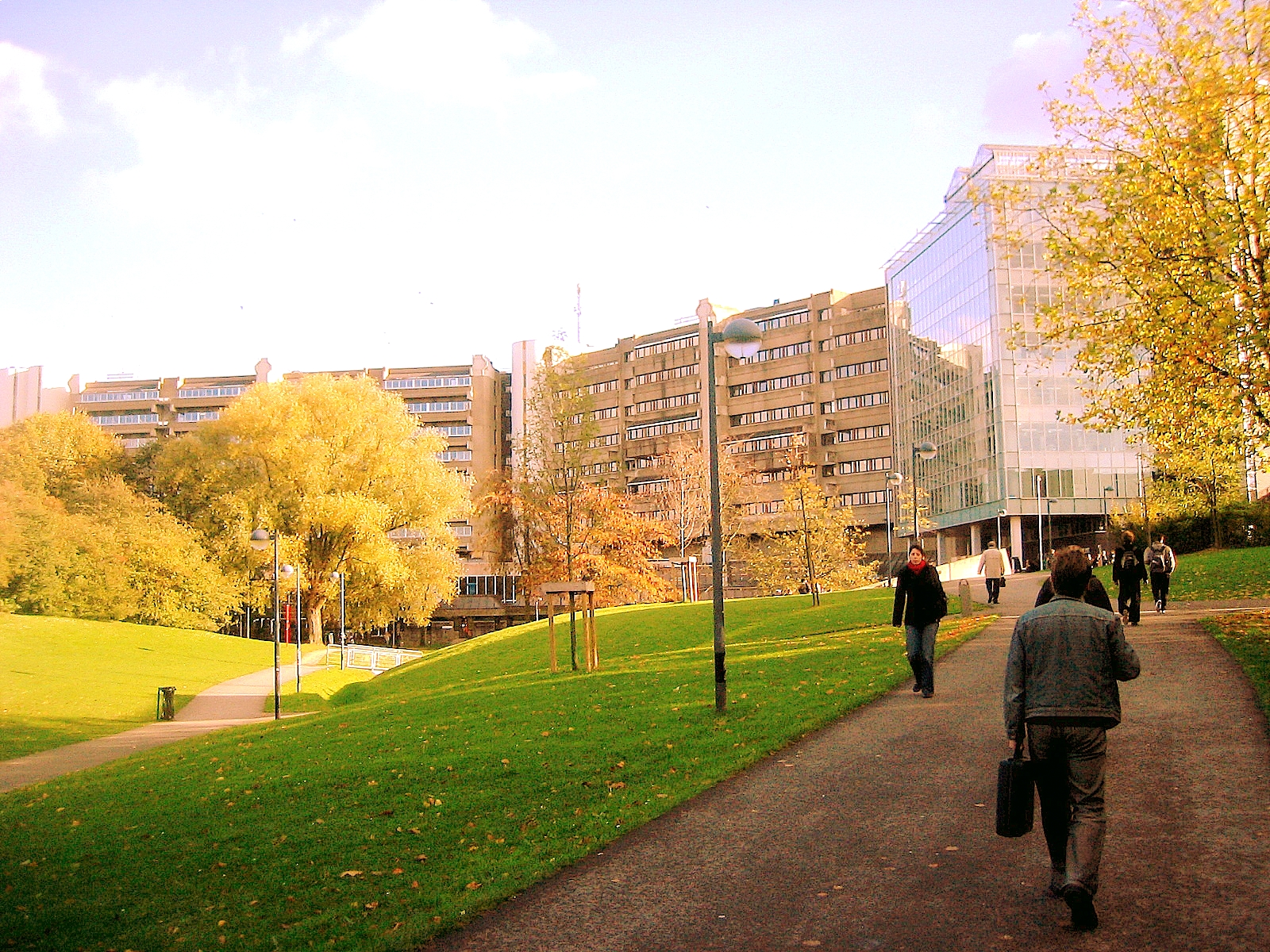
布魯塞爾自由大學是荷兰语區第三大大學

### 將荷兰语納入教育系統
1971年，法語民主陣線試圖捍衛個人選擇教育媒介語言的自由，同時該黨亦希望法語化能夠繼續進行。法民陣的策略一開始起到了一定作用，例如1966-1967學年，布魯塞爾共有六千名小學生以及一萬六千名中學生，九年後，入學人數分別降至五千人以及一萬二千名。但是與此同時，1967年建立的荷蘭語教育中心亦開始推廣荷蘭語教育，動員的首要目標是荷蘭語家庭。1976年，動員任務由弗拉芒社群委員會接手。委員會投入了大量的資源提升荷蘭語學校的教學質量。從1978-1979學年開始，委員會的努力開始產出成果，入讀荷蘭語托兒所/幼稚園的幼童數量開始上升，數年後，這部分學童繼而進入荷蘭語小學，使得小學入學人數亦隨之增加。最終結果是，所有在上世紀70年代中期後出生，以荷蘭語為母語的幼童都只是入讀荷蘭語學校。布魯塞爾荷蘭語族群的法語化越來越弱。不過外來移民依舊偏好法語。
80年代開始，弗拉芒社群委員會開始把目光投向雙語家庭，而荷蘭語學校質量的提高亦帶來了意想不到的效果：一些法語單語家庭開始把他們的孩子亦送去荷蘭語學校。這種現象變得日益普遍，因為比利時社會越來越認可雙語主義。今天，荷蘭語教育系統依舊吸引著眾多母語非荷蘭語的學生。2005年，非荷兰语母語族群中，20%的學生入讀荷蘭語高中，另外有23%被送往荷蘭語日托所。實際上，時至今日，荷蘭語學校中，以荷蘭語為母語的學生反而變成少數。荷蘭語界開始採取措施維繫其教學質量。

### 佛兰德的社會經濟發展
隨著瓦隆尼亚的經濟衰退，雖然外來移民對法語仍舊偏好，但是這并沒有為保持法語的聲望發揮太大作用。二戰之後，佛兰德的經濟經歷了極大發展，區湧現了大批中產階級，使得荷蘭語的威望日漸長進。
而出生在布魯塞爾荷蘭語單語家庭的人群，其受教育程度往往低於該市的平均水平。與之相反的是，從外地遷往布魯塞爾的弗拉芒人中，30%擁有大學學歷，其競爭力相當可觀。從上個世紀70年代開始，布魯塞爾的荷蘭語大學生就開始超過法語大學生。荷蘭語不再是社會底層的象征。擁有雙語能力成為好工作的敲門磚。荷蘭語在布魯塞爾的威望提升，主要是因為經濟因素。但是值得注意的是，荷蘭語的經濟重要性，反而和布魯塞爾的荷蘭語人口沒有太大關係，而是和其他弗拉芒地區與布魯塞爾的商業來往息息相關。

## 外來移民
1958年，布魯塞爾成為歐洲經濟共同體（歐盟前身）的總部所在地。北約在1967年時亦將其總部設在布魯塞爾都會區的埃弗勒。後來，布魯塞爾又迎來了南歐、土耳其、摩洛哥（前法國殖民地）、剛果民主共和國（前比利時殖民地）的經濟移民，大大地改變了城市的人口構成。1961年到 2006年間，布魯塞爾的非比籍居民從7%上升到56%。由於主要來自法語非洲，布魯塞爾的外來移民以說法語為主。
總體而言，外來移民進一步稀釋了荷蘭語人口的比例，使得該市更加法語化。這與20世紀上半葉的情況不一樣，彼時布魯塞爾的法語化主要是直接轉變荷蘭語居民的語言。

### 移民的法語化
在外來移民中，摩洛哥人最頻繁使用法語，連同柏柏爾語和摩洛哥阿拉伯語一起組成了他們的多語社群。土耳其移民則繼續使用土耳其語，雖然法語在其社群中地位亦相當重要。荷蘭語難以滲透入上述的兩群移民當中。來自摩洛哥與土耳其移民的後代，多數都只去法語學校，使得法語成為他們的交際和家庭語言。類似的情況亦出現在葡萄牙、西班牙和意大利的移民當中，由於他們的語言本身就與法語同屬羅曼語族，因此直接使用法語對他們更為容易。在數量不多的北歐移民中（主要在80年代遷入），則更多使用他們本身的語言，例如英語和德語。這些北歐移民如果和當地的法語族裔通婚，他們的家庭往往就是法語。在上述所有移民群體中，長期來說其語言習慣很難有所改變。
布魯塞爾的人種與文化日漸多元化，其語言生態再亦不僅僅是法語—荷蘭語二元。荷蘭語的單語人口要比法語少。在74名荷蘭語使用者中，只有兩位是單語者，而在同等數量的法語使用者中，單語人數是其9倍之多 。根據2000年的調查，布魯塞爾首都大區的外來移民中，僅有3%在家使用荷蘭語，而有9%使用法語。另外，有16%同時在家講兩種語言（法語+其族裔語言）
布魯塞爾的日裔一般而言都只在工作場合使用法語和英語。所有當地的日裔學校都使用法語教學。法語已經是布魯塞爾日裔中不可或缺的一部分。

### 國際化和英文抬頭
隨著歐盟的發展，越來越多外交官和國際人員被安排到布魯塞爾，為此，法語人口擔心英語會成為該市的新通用語。盎格魯化和法語化不同，因為前者通常而言并不會壓迫荷蘭語的生存空間。但相反的是，在布魯塞爾堅持使用法語，被視為是捍衛法語在歐盟那日漸下降的地位。2008年，布魯塞爾的英語熟練使用者比荷蘭語多（35%對28%）而在2000年，該兩種語言的數據都為33%。因此，市民對荷蘭語的熟練程度總體而言是下降了，雖然就業市場上，對荷蘭語使用者的需求比英語還大。但是正如上述所言，英語并沒有太壓迫荷蘭語，因為目前為止亦僅有3%的當地人口在家使用英語。英語作為全球通用語，在經濟和文化領域的作用越來越大，因此和荷蘭語相比，法語面臨的威脅更大。現時，越來越多人成為法語-荷蘭語-英語三語使用者。

## 布魯塞爾首都大區的建立

2010年比利時大選中，布魯塞爾各區為荷蘭語議員投票的比例

現時布鲁塞尔首都大区的19個市鎮是比利時唯一的雙語區。建立布魯塞爾雙語區，曾經遭受了諸多比利時聯邦主義者的阻撓。
最初，荷蘭語政黨希望自己能夠在文化領域有更多說話權，因為他們認為法語在聯邦政府中已經佔據了主要地位。同樣，由於瓦隆尼亚的經濟衰退，法語政黨則希望能夠獲得更多經濟領域的決定權。弗拉芒人擔心面對另外兩個法語區域，他們會逐漸被邊緣化。他們認為在布魯塞爾建立雙語區，是把布魯塞爾從荷蘭語區中分裂出去，使其徹底法語化。根本上說，對於比利時弗拉芒人來說，比利時分為法語比利時和荷蘭語比利時；而對於法語人士來說，比利時分為弗拉芒、瓦隆和布魯塞爾。
1989年，經過多方的談判和妥協，布鲁塞尔首都大区卒之成立。首都大區擁有自己的政府和議會。議會有75席，其中11席分配給荷蘭語議員。在2004年，總席位增加到89席，其中17位為荷蘭語議員所有，因此議會中大約有五分之一為荷蘭語議員。
作為對弗拉芒人的讓步，首都大區每四位部長中，一半必須為弗拉芒人。同樣，三位国务大臣中，至少一位需為弗拉芒人。首都大區的區長通常而言來自法語族群，但是政府內閣中，法語與荷蘭語閣員的比例為5:3。
首都大區與弗拉芒大區和瓦隆大區維繫平等的關係。然而，布魯塞爾並沒有自己的社群。弗拉芒社群與法語社群共同決定該區的文化教育等事宜。弗拉芒社群委員會和法語社群委員會各自代表布魯塞爾內自己社群成員的利益。
布魯塞爾的社群財政預算80%劃分予法語社群委員，20%劃分予弗拉芒委員會。

比利時弗拉芒布拉班特省的哈勒-维尔福德区

### 布魯塞爾環城線
在弗拉芒布拉班特省的哈勒-维尔福德区中，有六個市镇提供语言便利，分別是：德罗亨博斯、克拉伊内姆、林克贝克、圣海内叙斯-罗德、韦默尔和韦曾贝克-奥珀姆。這些地方的法語人口自20世紀後半葉開始就開始增加，現時已經成為了當地多數。在哈勒-维尔福德区中，有25%的人口在家中講法語。
弗拉芒政府認為該趨勢令人擔憂，因此亦發佈多條政令保證布魯塞爾附近區域荷蘭語的地位。其中就包括有比特斯指令，該政策規定，位於上述6市的法語使用者，有權向當地政府索取法文版的各種文件，但是因為政府不會登記來訪者的語言偏好，所以必須每次都單獨提出請求。

## 現時狀況

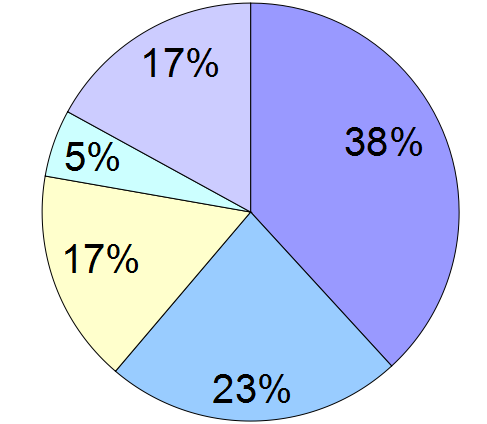
2013年首都大區家庭語言使用狀況)
法語單語
法語-荷蘭語雙語
荷蘭語單語
法語和其他語言
荷蘭語法語皆不是

在布魯塞爾西北部分的市鎮，荷蘭語的使用比例要比首都大區的其他部分要高。西北部亦是非荷蘭語母語者使用荷蘭語最高的區域，比例超過20%。兩個極端的例子，一個是汉斯霍伦，當地有20%的非荷兰语母語者使用荷蘭語作為日常語言；而另外一個則是圣希利斯，該市荷蘭語已經幾乎不再作為任何家庭的用語。
越是年輕的一代，荷蘭語的熟練程度就越是下降。當地人口中，那些在成長經歷中一直只是使用荷蘭語單語或者荷蘭語-法語雙語的人群，年齡都要比布魯塞爾的平均水平高很多。2000年至2006年期間，荷蘭語單語家庭從9.5%下降至7%，而雙語家庭則從9.9%下降到8.6%。另一方面，非荷蘭語母語，但是卻能夠熟練使用荷蘭語的人群有顯著增加。那些生活在布魯塞爾，同時擁有較高荷蘭語水平的居民，一半是在家庭以外的地方習得荷蘭語，而且這個數字很可能在不斷上升。2001年，70%的布魯塞爾居民擁有一定程度的荷蘭語水平（至少能夠對話的水平）:51在2006年，28%的布魯塞爾居民擁有較高的荷蘭語使用水平，與之對比，分別有35%以及96%的居民能夠熟練使用英語和法語。77%的布魯塞爾家庭在家亦使用法語，而荷蘭語則只有16%。法語是整個城市最多人使用的語言，成為了該市實際上的通用語。
總部設立在布魯塞爾的公司中，一半使用法語作為內部語言，另外32%使用法荷雙語，餘下的部分則使用各種語言。:152多於三分之一的工作機會要求申請者為雙語使用者，五分之一則要求員工能夠使用英語。:149基於此點，在布魯塞爾和瓦隆大區，荷蘭語使用能力能夠極大提升獲得工作的幾率。布魯塞爾的廣告公司，42%使用法荷雙語，33%為法語單語，10%為英法雙語以及7%為英法荷三語。:41布魯塞爾的荷蘭語使用者有明顯增長，其中23萬來自弗拉芒大區，13萬來自瓦隆大區，那些來自弗拉芒大區的荷蘭語使用者，大多數都來自布魯塞爾附近荷蘭語城市的法語使用者。

### 政治狀況
生活在弗拉芒大區的法語居民希望弗拉芒大區能夠加入歐洲國家少數族裔保護架構公約。多數歐洲國家都簽署了該公約，但是在比利時，目前為止只是處於已簽署但是未實施的狀態。架構公約允許法語居民有權要求政府使用法語溝通行政事宜，使用法語作為教育媒介以及設立雙語街道名稱等。但是問題是，公約並沒有明確說明何為“國家少數族群” ，而弗拉芒人明顯并不認為生活在荷蘭語區的法語居民是所謂的“少數族群”。雖然歐洲委員會多番催促弗拉芒大區通過公約，然後大區至今並沒有表達太大興趣。.
在比利時荷蘭語界中，很多人擔心荷蘭語在布魯塞爾的地位會繼續下降，甚至會波及首都大區附近的荷蘭語區，使其法語化加深。而在政治層面，布鲁塞尔-哈勒-维尔福德選區的存在使族群關係更加緊張。該區域由布魯塞爾首都大區19市以及弗拉芒大區哈勒-维尔福德区35市組成。比利時的參議院和歐洲議會選舉以社群為基礎，亦即是說，該選區的選民無論是居住在荷蘭語區抑或法語區，都能夠為瓦隆大區和布魯塞爾的法語議員投票。對於以省為基礎的比利時眾議院選舉，來自哈勒-维尔福德区的選民能夠為布魯塞爾的候選人投票，反之亦然。法語界擔心，如果將布魯塞爾-哈勒-维尔福德選區拆分（亦即把西邊的哈勒-维尔福德区併入到東邊的魯汶區，使弗拉芒布拉班特省以其省邊界重新整合為單一選區），生活在哈勒-维尔福德的法語居民將無法再為布魯塞爾的候選人投票，隨之喪失要求法語用作司法語言的權力（本來因身處荷蘭語區，其司法語言應為荷蘭語）如果必須拆分該選區/司法轄地，法語政黨希望能夠擴張布魯塞爾雙語區作為補償，但是弗拉芒政黨則表示這無法接受。針對該區的討論，甚至導致了比利時政府2007年長達兩百多天的癱瘓。最後問題在2012年得到解決，該區被正式拆分，所有比利時的選區將以省為邊界，但是作為補償，哈勒-维尔福德区中，居住在6個语言便利市鎮的法語居民，能夠選擇為布魯塞爾或者本省的候選人投票，但是不能兩者同時兼得。